# Карикатура
Карикатурата е жанр в изобразителното изкуство и литературата, черпещ въздействието си от преувеличението или изопачаването на характерни черти на даден човек или предмет. Майсторството е в това преувеличението да е максимално, но обектът да остава разпознаваем. Някои карикатури имат само развлекателен характер, докато други имат политически нюанси.

## Произход
Терминът „карикатура“ произлиза от италианското caricare (преувеличавам). Карикатурата често, но не непременно, носи хумористични черти. Жанрът възниква по мнението на повечето автори през 16 век в ренесансова Италия, като за неин непосредствен предшественик се смята гротеската. Близки до карикатурата жанрове са комикса, шаржа, в англосаксонските страни cartoon и др.

## Известни български карикатуристи
- Александър Божинов
- Райко Алексиев
- Александър Добринов
- Илия Бешков
- Доньо Донев
- Борис Димовски
- Генчо Симеонов
- Георги Чавдаров
- Ивайло Нинов
- Христо Комарницки